# Bartralle
Die Bartralle (Gallirallus insignis) ist eine flugunfähige oder fast flugunfähige waldlebende Ralle der Insel Neubritannien in Papua-Neuguinea.

## Beschreibung
Der Schwanz der großen Ralle ist äußerlich nicht erkennbar und die Schwungfedern sind weich und zurückgebildet, weshalb sie ziemlich sicher flugunfähig ist. Dennoch war Coultas, der eines der Museumsexemplare fing, der Ansicht, die Art wäre flugfähig.

## Häufigkeit und Verbreitung
Um 1933 war die Ralle in sehr feuchten Wäldern verbreitet, sowohl im Tiefland als auch in Bergtälern. Der Vogel war auch in Gärten zu sehen, wo er vermutlich nach Schnecken suchte. Die Bartralle wurde von den Einheimischen mit Fallen gefangen und gegessen. Sie war auf der gesamten Insel New Britain häufig.
Inzwischen ist die Ralle auch in ihren bevorzugten Lebensräumen, den Regenwäldern im Tiefland der Insel und ihren Bergen bis zu einer Höhe von 1250 m selten geworden. In weniger geeigneten Lebensräumen wie hohen Sekundärwäldern ist sie noch seltener. Gelegentlich wird sie von wildernden Hunden gefangen und in den geringeren Höhen ist ihr Lebensraum durch Abholzung bedroht.

## Verwandtschaft
Die Zebraralle (Gallirallus torquatus), die Okinawaralle (Gallirallus okinawae), die Bartralle (Gallirallus insignis) und die Calayan-Ralle (Gallirallus calayanensis) bilden eine eng verwandte Untergruppe der Gattung Gallirallus.